# Jean Rottner
Jean Rottner, né le 28 janvier 1967 à Mulhouse, est un médecin et homme politique français. Successivement membre de l’UDF, de l’UMP puis de LR, il est maire de Mulhouse de 2010 à 2017 et président du conseil régional du Grand Est de 2017 à 2023.
Annonçant son retrait de la vie politique le 20 décembre 2022, il annonce sa démission en tant que président du conseil régional du Grand Est le 30 décembre. Franck Leroy (DVD) lui succède le 13 janvier 2023.

## Biographie

### Formation et carrière professionnelle
Fils d'instituteurs, Jean Rottner fait ses études de médecine à l'université Louis Pasteur de Strasbourg. Il est d'abord praticien hospitalier urgentiste au Centre Hospitalier de Mulhouse en 1997 puis dirige le pôle de médecine d'urgence Samu-Smur entre 2005 et 2009.
En octobre 2019, Jean Rottner réintègre à temps partiel le service d’accueil des urgences du Groupe hospitalier de la région de Mulhouse et Sud Alsace comme médecin urgentiste.

### Débuts en politique
Entré en politique sous les couleurs de l'UDF, il adhère à l'UMP à sa création en 2002 après avoir été désigné suppléant de la candidate UMP à l'élection législative dans la cinquième circonscription du Haut-Rhin, Arlette Grosskost. Cette dernière est élue en 2002 après avoir battu le sortant Jean-Marie Bockel puis réélue en 2007, toujours avec Rottner pour suppléant.

Colistier sur la liste UDF-RPR lors des élections municipales de 2001 puis colistier d'Adrien Zeller (UMP) lors des élections régionales de 2004, Jean Rottner a été également le délégué du parti présidentiel dans sa circonscription de 2008 à 2010 avant de passer le relais à Roland Chaprier, l'un de ses adjoints.
Élu au conseil municipal de Mulhouse sur la liste d'entente municipale (LGM-UMP-NC-MoDem) de Jean-Marie Bockel lors des élections municipales de 2008, il devient dans la foulée premier adjoint du maire réélu.

### Maire de Mulhouse

#### Élection (2010)

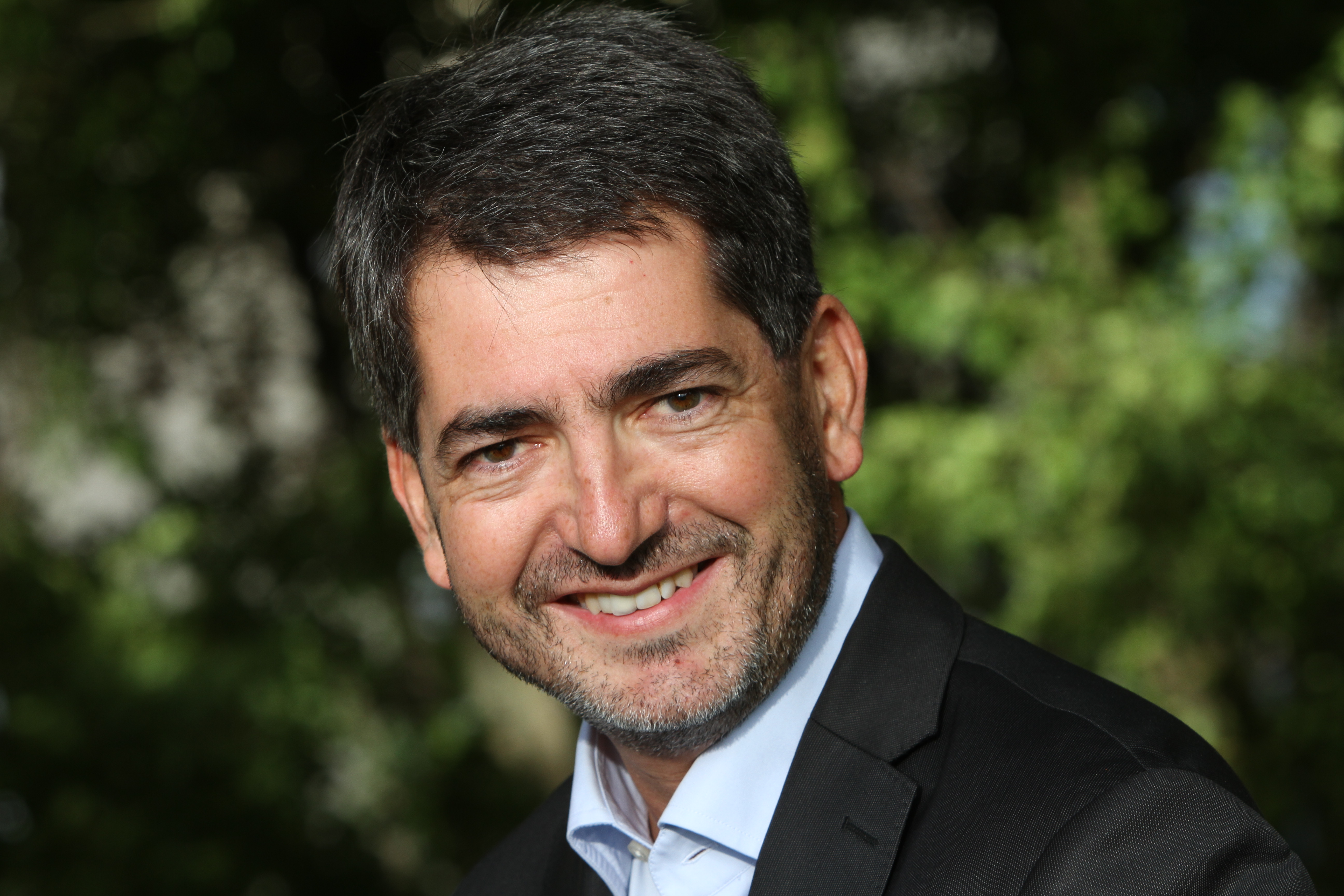
Jean Rottner en 2011.

Le 17 mai 2010, par 37 voix de conseillers municipaux sur 55, Jean Rottner est élu maire de Mulhouse après la démission de Jean-Marie Bockel, qui choisit de se consacrer à ses fonctions gouvernementales et à la présidence de la communauté d'agglomération de Mulhouse.
Ce changement à la tête de la municipalité, opéré quatre ans avant les élections, est contesté par l'opposition (Gauche et FN) et par quelques élus de la majorité. Ainsi, trois des élus centristes (Bernard Stoessel, Emmanuelle Suarez et Bernard Klein) décident de quitter la majorité d'entente municipale, tandis que la députée UMP Arlette Grosskost affirme que le changement de maire, profitable au parti de la majorité présidentielle, a été décidé à l'Élysée dès le mois d'août 2007, soit quelques semaines après l'entrée de Bockel au gouvernement mais plus de sept mois avant les élections municipales : « J'ai été reçue à l'Élysée par le président de la République en août 2007. Il m'a indiqué que Jean-Marie Bockel allait avoir l'investiture de l'UMP. En échange, il m'a proposé d'être sa première adjointe et de devenir dans un deuxième temps maire de Mulhouse. J'ai refusé [...] Le président de la République m'a alors demandé ce qu'il convenait de faire et je lui ai donné le nom de mon suppléant, Jean Rottner. »
Arlette Grosskost sous-entend également que cette décision entrerait dans le cadre d'un marché conclu entre le président de La Gauche moderne et le président de la République : « Je pense que les électeurs de base ont été trahis. Il fallait évidemment organiser de nouvelles élections. [...] On est juste avant un grand remaniement… Je ne sais pas ce qu'on a promis [à Bockel], je ne suis plus dans la confidence. »
Cette passation de la mairie de Mulhouse sans recours au suffrage universel direct a cependant un précédent, Émile Muller ayant démissionné en désignant Joseph Klifa comme son successeur en 1981, là aussi avec un maire de sensibilité de gauche passant la main à son premier adjoint de sensibilité plus à droite.

#### Réélection (2014)
Alors que l'élection de 2008 avait vu une victoire acquise difficilement (168 voix d'écart en triangulaire avec le FN) pour la liste alors conduite par Jean-Marie Bockel, c'est une large victoire avec plus de 9 points d'avance en triangulaire qui permet à Jean Rottner d'être réélu maire de Mulhouse, à la tête d'une liste UMP-UDI-MoDem, face au socialiste Pierre Freyburger, ancien adjoint de Jean-Marie Bockel, déjà battu en 2008.
Jean Rottner est réélu maire en mars 2014 avec 45,77 % des voix contre 36,67 % pour son adversaire PS Pierre Freyburger.
À l'occasion des élections régionales 2015 en Alsace-Champagne-Ardenne-Lorraine, Jean Rottner mène la section haut-rhinoise de la liste LR-UDI-MoDem, conduite à l'échelle régionale par Philippe Richert.
Il soutient Nicolas Sarkozy pour la primaire présidentielle des Républicains de 2016. Dans le cadre de sa campagne, il est nommé orateur national chargé de la ville.
À la fin de 2016, Jean-Marie Bockel, président de Mulhouse Alsace Agglomération doit remettre son mandat en jeu, à la suite de l'intégration de la communauté de communes Porte de France Rhin Sud, et souhaite se représenter pour une durée de 6 mois, soit jusqu'à la date limite de l'application de la loi sur le cumul de mandats. Très souvent absent, il est contraint de revoir ses plans devant la forte remise en question de sa gouvernance par la quasi-totalité des maires qui soutiennent une autre candidature. Jean-Marie Bockel se range finalement à cette démarche d'opposition plutôt que de soutenir Jean Rottner dont la ville représente plus de 40 % de l'agglomération. Ce dernier s'insurgeant contre la méthode employée fait le choix de ne pas participer à l'exécutif et de siéger en tant que simple conseiller communautaire.
Le 2 mars 2017, dans le cadre de l'affaire Fillon, il fait partie des nombreux élus locaux demandant au candidat LR François Fillon de se retirer de la course à l'élection présidentielle.
Blessé lors d'un match de football le 6 mai, il laisse Michèle Lutz, la 1re adjointe, assurer l'intérim à la mairie.
En 2017, après avoir été élu président du conseil régional du Grand Est, il démissionne de son mandat de maire en raison de la réglementation sur le non-cumul des mandats. Michèle Lutz assure l'intérim avant d'être élue maire le 3 novembre suivant, tandis que Jean Rottner est élu premier adjoint de la ville.
En mai 2018, Roland Chaprier (LR), adjoint au sport sous Jean Rottner, annonce ne plus vouloir exercer sa délégation à la suite d'une mésentente avec le cabinet du maire. Christophe Steger (LREM-MoDem) lui succède comme adjoint.
Il compte parmi les cadres de LR favorables à un rapprochement avec Emmanuel Macron et son gouvernement.

### Président du conseil régional du Grand Est
Il est élu président du conseil régional du Grand Est le 20 octobre 2017, à la suite de la démission de Philippe Richert.
Jean Rottner est élu pour un deuxième mandat avec 40 % des voix
Le 20 décembre 2022, Jean Rottner annonce qu'il se retire de l'ensemble de ses mandats, mettant en avant des raisons familiales,. Son mandat de président prend fin le 30 décembre 2022. Franck Leroy (DVD) lui succède le 13 janvier 2023.

### Prises de positions sur l'intégration de l'Alsace au sein d'entités plus vastes
Le 20 juillet 2014, Jean Rottner lance une pétition défendant l'Alsace contre le projet de grande région à l'Est de la France, s'étendant de la Champagne à l'Alsace, estimant ce projet contraire à la cohérence des territoires et aux intérêts des populations et identités régionales ; il préconise alors la création d'une collectivité territoriale à statut particulier pour l'Alsace[réf. nécessaire]. Devenu président du conseil régional, il se pose en défenseur de la nouvelle grande région, en opposition avec son ancien positionnement, ce qui lui vaut des critiques.
À la suite de la publication en août 2018 du rapport Marx sur le désir d'Alsace, Jean Rottner ne s'oppose pas à la création de la collectivité européenne d'Alsace.

### Fin de sa carrière politique
Le 20 décembre 2022, invoquant des motifs familiaux, l'élu annonce « quitter la vie publique » et se retirer de « l'ensemble de ses mandats d'ici la fin de l'année ». Il rejoint quelques jours après cette annonce le cabinet de conseil et promoteur immobilier Réalités,. Il fonde par la suite son propre podcast intitulé : "Les Vraies Rencontres", où il échange avec diverses personnalités du monde public comme Estelle Brachlianoff ou encore l'astronaute français Jean-François Clervoy.

## Détail des mandats et fonctions

### Mandats nationaux
- De 2002 à 2012 : suppléant de la députée de la cinquième circonscription du Haut-Rhin

### Mandats locaux
- De mars 2008 à mai 2010 : premier adjoint au maire de Mulhouse
- Depuis 2008 : président de l'Agence d'urbanisme de la région mulhousienne
- De mai 2010 à octobre 2017 : maire de Mulhouse
- De janvier 2010 à mars 2014 : vice-président de Mulhouse Alsace Agglomération chargé de l'Habitat
- De avril 2014 à janvier 2017 : 2e vice-président de Mulhouse Alsace Agglomération délégué à l'aménagement de l'espace communautaire et au développement de la nouvelle économie.
- De janvier 2016 à octobre 2017 : président du groupe majoritaire au conseil régional Grand Est, et 3e vice-président du conseil régional chargé de la compétitivité des territoires et du Numérique
- Depuis février 2017 : président du groupement hospitalier régional Mulhouse Sud Alsace
- D'octobre 2017 à décembre 2022 : président du conseil régional du Grand Est
- De novembre 2017 à décembre 2022 : premier adjoint au maire de Mulhouse

### Fonctions au sein de partis politiques et d'associations
- De 2011 à 2014 : secrétaire national de l'UMP chargé de la médecine d'urgence et du secours à personnes[25]
- Depuis 2014 : vice-président de l'Association des maires de grandes villes de France (AMGVF) et co-président de la commission numérique à l'AMGVF ainsi qu'à l'AMF
- Depuis 2014 : secrétaire national de l'UMP puis de LR chargé des élus locaux
- Depuis septembre 2014 : président de la Fédération nationale des agences d'urbanisme (FNAU)[26]
- Depuis juin 2015 : délégué national aux élus locaux et secrétaire général du comité des maires

### Décorations
- Chevalier de l'ordre national du Mérite (13 mai 2011)[27]
- Chevalier de la Légion d'honneur (14 juillet 2018)[28]
- Croix de chevalier de l'ordre du Mérite de la République fédérale d'Allemagne (31 mars 2022)[29]